# Selsdon
Selsdon ist ein Stadtteil im Londoner Stadtbezirk Croydon.
Die heutige Struktur Selsdons wurde in den frühen 1920er Jahren geschaffen, als große Flächen, die ehemals u. a. als Jagdgebiete genutzt wurden, in kleinere Grundstückseinheiten aufgeteilt wurden. In der Folgezeit bis in die 1930er Jahre entwickelte sich die Ortschaft rasch. Das Straßenbild wurde dabei primär durch die Bebauung im Art Déco-Stil geprägt. In Selsdon befindet sich die Croydon High School, eine Partnerschule des Bonner Clara-Schumann-Gymnasiums.
Selsdon liegt im Süden Londons. 